# 貝雷日尼察 (車尼夫契州)
48°17′54″N 25°21′8″E / 48.29833°N 25.35222°E

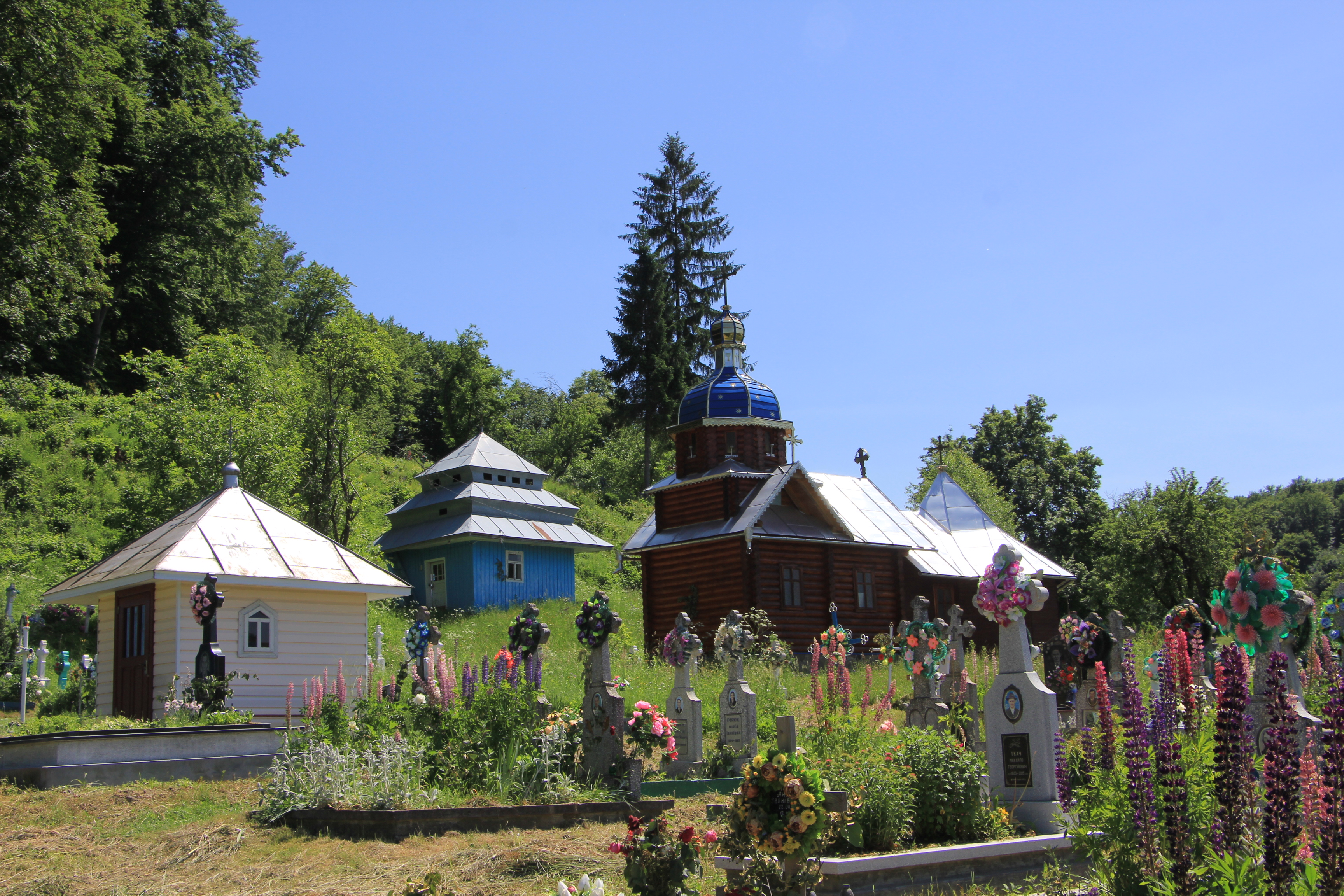
教堂

貝雷日尼察（烏克蘭語：Бережниця）是位於烏克蘭西南部的村莊，由切爾諾夫策州維日尼察區的巴尼利夫市鎮負責管轄。該村處於喀爾巴阡山脈，海拔高度299米，2001年人口636。